# Telepiù
Telepiù S.p.A. (inizialmente S.r.l.) è stata un'azienda italiana attiva nel settore televisivo dal 1990 al 2003. In 13 anni d'attività ha offerto, per il mercato italiano, una serie di canali televisivi a pagamento per la televisione analogica terrestre e digitale satellitare.
Nata il 9 agosto 1990 con il lancio del canale TELE+1 (inizialmente in chiaro), è stata la prima azienda a lanciare in Italia un'offerta di pay TV, anche se con circa vent'anni di ritardo rispetto alle prime offerte nate negli Stati Uniti d'America. È stata la prima in Europa a lanciare un'offerta di pay TV per la televisione digitale satellitare, e la seconda nel mondo, un anno e mezzo dopo la statunitense DirecTV.

## Storia
Il 6 agosto 1990 il parlamento italiano approvò la legge Mammì sulla regolamentazione dei mezzi di comunicazione. La società Telepiù S.p.A. - controllata dalla cordata formata dal tedesco Leo Kirch (45%), Vittorio Cecchi Gori (35%), Silvio Berlusconi (10%) e altri soci di minoranza - ottenne tre concessioni televisive per la creazione di una piattaforma a pagamento.
Il 9 agosto viene lanciato il canale TELE+1, inizialmente in chiaro e quindi visibile a tutti, con una programmazione dedicata al cinema.
Il 16 ottobre 1990 vengono lanciati anche TELE+2, dedicato allo sport, e TELE+3, dedicato alla cultura e all'intrattenimento, sempre in chiaro.
Il 1º giugno 1991 iniziano le trasmissioni criptate in Irdeto, e quindi visibili solamente agli abbonati a TELE+, di TELE+1, che alla mezzanotte dello stesso giorno trasmette il film di Ridley Scott Blade Runner, per la prima volta a pagamento. Non esistendo in commercio televisori che implementassero al proprio interno lo standard utilizzato per decriptare il segnale proveniente dall'antenna, per poter fruire del servizio era necessario un set-top box.
Dopo sette mesi di programmazione criptata, le perdite per Telepiù S.p.A. toccavano già i 150 miliardi di lire. Il 29 giugno 1992 vengono criptate anche le trasmissioni di TELE+2.
Nel 1993 Vittorio Cecchi Gori, in forte dissenso con Silvio Berlusconi, vende la propria quota in Telepiù, lasciandola così priva dell'importante magazzino di titoli cinematografici del proprio gruppo. Sempre nel 1993, al fine di rendere più appetibile in servizio, Telepiù e la Lega Calcio stipulano un accordo per trasmettere a pagamento e in diretta un posticipo della Serie A, la domenica alle 20:30, e un anticipo della Serie B, il sabato alle 20:30.
Nel 1995 Johann Rupert, magnate sudafricano già proprietario di altre pay TV in Sudafrica ed Europa, acquista delle quote in Telepiù e pianifica il rilancio della piattaforma attraverso il servizio digitale satellitare DStv, nato il 3 gennaio 1996. A partire da questa data, munendosi di un'antenna parabolica orientata al 13º grado est e di un decoder compatibile con lo standard DVB-S, al costo di ₤ 45.000 mensili era possibile seguire la programmazione dei tre canali TELE+ e di MTV Europe dal satellite Hot Bird 1.

La sede milanese di Telepiù in via Giovanni Battista Piranesi, 46, nei primi anni 90. Successivamente venne trasferita all'interno del centro di produzione di Cologno Monzese, in Corso Europa, 59.

Ad agosto 1996 Johann Rupert vende le sue quote in Telepiù (45%) a Vivendi, che dà il via ad una riorganizzazione della piattaforma satellitare, diventata Telepiù Satellite il 1º gennaio 1997. A luglio 1997 anche Leo Kirch vende le sue quote in Telepiù a Vivendi; il capitale azionario della società risulta ora così ripartito:
- Vivendi (90%);
- Mediaset (10%).

Ad agosto 1997 grandi novità e cambiamenti interessano l'offerta di canali TELE+ e l'offerta satellitare: il 30 agosto TELE+1 e TELE+2 vengono sostituiti da TELE+ Bianco e TELE+ Nero; il 31 agosto TELE+3 viene sostituito da TELE+ Grigio su D+, nuovo nome della piattaforma satellitare, e da Vetrina D+, una vetrina promozionale del servizio satellitare, su TELE+. Quest'ultimo terminerà le trasmissioni sulla piattaforma terrestre il 31 dicembre 1997, rimanendo tuttavia presente sul satellite. Nei mesi successivi vengono lanciati anche i canali TELE+ 30, che ritrasmetteva la programmazione di TELE+ Bianco mezz'ora dopo, e TELE+ 16:9, che trasmetteva programmi nel formato panoramico 16:9.
Nel 1998 Mediaset vende il restante 10% di Telepiù S.p.A. a Vivendi, che nel 1999 cederà il 2% delle quote societarie alla Rai. Il capitale azionario è ora così ripartito:
- Vivendi (98%);
- Rai (2%).

Nell'agosto 2001 si conclude il lungo processo di riorganizzazione e rinnovamento dell'offerta satellitare: D+ diventa TELE+ Digitale e nascono nuovi pacchetti di canali, riformulando le precedenti tariffe.
Nel 2002, dopo aver acquisito la maggioranza del capitale azionario di Stream S.p.A., News Corporation compra Telepiù S.p.A. dalla francese Vivendi per un totale di 900 milioni di euro, dando il via alla fusione tra i due provider di pay TV italiani.
Nel marzo del 2003 la Commissione europea autorizza la fusione tra Telepiù S.p.A. e Stream S.p.A. dalla quale sarebbe nata Sky Italia S.r.l., le cui trasmissioni sarebbero ufficialmente iniziate il 31 luglio. A partire da questa data, infatti, cessa di esistere il servizio televisivo terrestre offerto da Telepiù, mentre quello offerto via satellite lascia molti dei suoi contenuti e tutti i suoi abbonati alla neonata Sky Italia.

## Piattaforme televisive offerte
Nei suoi 13 anni di attività, Telepiù ha offerto al mercato italiano due piattaforme televisive a pagamento: TELE+, dal 9 agosto 1990 al 31 luglio 2003 sulla televisione analogica terrestre, e TELE+ Digitale (precedentemente nota come DStv, Telepiù Satellite e D+), dal 3 gennaio 1996 al 31 luglio 2003 sulla televisione digitale satellitare.

## I canali
Su TELE+ erano disponibili i 2 canali premium TELE+ Bianco e TELE+ Nero, che trasmettevano anteprime cinematografiche, serie televisive, spettacoli ed eventi sportivi, come il grande calcio italiano ed europeo, lo sport americano e l'automobilismo.
Su TELE+ Digitale erano disponibili ben 90 canali, tra cui i canali premium TELE+ Bianco, TELE+ Nero, TELE+ Grigio, TELE+ 30, TELE+ 16:9 e TELE+ Calcio, gruppo di canali che trasmetteva in diretta tutte le partite di Serie A, Serie B e Serie C delle squadre TELE+. Tra i tematici erano presenti Disney Channel, Cartoon Network, RaiSat Ragazzi, Discovery Channel, Marcopolo, RaiSat Gambero Rosso, RaiSat Cinema, Canal Jimmy, Hallmark Channel, Eurosport ed MTV, oltre al servizio di pay-per-view Palco.

## Loghi

9 agosto 1990 - 30 agosto 1997
30 agosto 1997 - 31 luglio 2003